# Corkita
La corkita és un mineral de la classe dels fosfats, que pertany al grup de la beudantita. Rep el seu nom pel Comtat de Cork, a Irlanda, on es troba la seva localitat tipus.

## Característiques
La corkita és un fosfat de fórmula química PbFe₃(PO₄)(SO₄)(OH)₆. Cristal·litza en el sistema trigonal. La seva duresa a l'escala de Mohs es troba entre 3,5 i 4,5. És l'anàleg amb fosfat de la beudantita amb la qual forma una sèrie de solució sòlida. També és l'anàleg de ferro fèrric de la hinsdalita, i forma també una altra solució sòlida amb kintoreïta.
Segons la classificació de Nickel-Strunz, la corkita pertany a «08.BL: Fosfats, etc. amb anions addicionals, sense H₂O, amb cations de mida mitjana i gran, (OH, etc.):RO₄ = 3:1» juntament amb els següents minerals: beudantita, hidalgoïta, hinsdalita, kemmlitzita, svanbergita, woodhouseïta, gal·lobeudantita, arsenogoyazita, arsenogorceixita, arsenocrandal·lita, benauita, crandal·lita, dussertita, eylettersita, gorceixita, goyazita, kintoreïta, philipsbornita, plumbogummita, segnitita, springcreekita, arsenoflorencita-(La), arsenoflorencita-(Nd), arsenoflorencita-(Ce), florencita-(Ce), florencita-(La), florencita-(Nd), waylandita, zaïrita, arsenowaylandita, graulichita-(Ce), florencita-(Sm), viitaniemiïta i pattersonita.

## Formació i jaciments
Es tracta d'un mineral secundari poc freqüent i de baixa temperatura que es produeix a les zones oxidades dels dipòsits de metalls base hidrotermals. Va ser descobert a la mina Glandore, situada a la localitat homònima del comtat de Cork, a Irlanda. Tot i no tractar-se d'una espècie gens habitual ha estat descrita a tots els continents del planeta a excepció de l'Antàrtida.
Als territoris de parla catalana ha estat descrita a la mina «de la Turquesa», a Cornudella de Montsant (Priorat, Tarragona).